# Histiotus diaphanopterus
Histiotus diaphanopterus ou Morcego-Marrom-Orelhudo-de-Asas-Transparentes é uma espécie de morcego da família Vespertilionidae. Habita regiões de pastagens e florestas abertas da caatinga brasileira e chaco boliviano. Descrito por Feijó, Da Rocha e Althoff em 2015, indivíduos desta espécie já haviam sido capturados anteriormente mas descritos como Histiotus macrotus membro do mesmo gênero. O Histiotus diaphanopterus é facilmente identificado pelas suas asas e orelhas translúcidas, são morcegos considerados de tamanho médio (10,8 cm). São insetívoros como outros membros do gênero, apresentam uma preferência por mariposas da família Noctuidae.

## Etimologia
O nome diaphanopterus significa “asa transparente”, derivando da palavra em latim diaphanum (transparente/translúcido) mais a palavra grega pteron (asas).

## Distribuição geográfica
Encontrado no nordeste e centro-oeste do Brasil e no centro leste da Bolívia. Locais de clima sazonal, com uma longa estação seca e uma curta estação chuvosa, em elevações de 640 a 1800 metros. A vegetação nestes locais é caracterizada por pastagens, savanas, florestas abertas e florestas espinhosas xéricas (Pennington et al. 2000). Os indivíduos encontrados foram achados em sub-bosques sobre um curso d'água sazonal em uma região de colinas e vales mais úmida que o entorno.

## Descrição morfológica
É um morcego considerado de tamanho médio, com em média 5,7 cm da cabeça até a base da cauda, com uma envergadura de 10.06-11.48 cm, pesa cerca de 10g. Possuem uma cauda relativamente longa de 4,66-5,53 cm se projetando ligeiramente além do uropatágio. Seu calcar mede 1,72-2,33 cm, é bem desenvolvido e possui uma quilha pequena. As primeiras falanges do terceiro e quinto metacarpo são um pouco maiores que as segundas falange, e a segunda falange do quarto metacarpo é um pouco maior do que a primeira falange.
A caixa craniana é larga e bem desenvolvida, sendo dois terços da extensão total do crânio. O rostro se inclina ligeiramente para cima, com um sulco perceptível na porção medial. Possui uma crista sagital pouco desenvolvida. A margem palatina anterior é semicircular, tão profunda quanto larga. A região basefenóide não possui fossetas. Os arcos zigomáticos convergem acentuadamente para a frente e apresentam um processo pós-orbital bem desenvolvido, triangular e direcionado para cima na porção medial do jugal. Em vista lateral, os arcos apresentam contorno dorsal convexo. O palato é côncavo e se estende muito além do último molar superior. As bolhas auditivas são bem desenvolvidas, mais largas que o espaço entre elas. A mandíbula apresenta corpo alongado com perfil ventral reto. O processo coronoide é triangular e bem desenvolvido. O processo condilóide é arredondado e ligeiramente acima da dentição. O processo articular é longo, robusto, direcionado para trás, estendendo-se além do processo condilóide.
Possui uma almofada de forma triangular no lábio inferior. Possui um total de 32 dentes, sua fórmula dentária é I 2/3 C 1/1 P 1/2 M 3/3. Os incisivos superiores internos são em forma de espátula e são esparsos uns dos outros. Os incisivos superiores externos são pequenos e triangulares, localizados próximos dos incisivos internos, ligeiramente separados dos caninos. Os incisivos inferiores são trífidos e alinhados em orientação semicircular. Possuem um único pré-molar superior, bem desenvolvido e com metade do tamanho do canino. O primeiro pré-molar inferior é pequeno e mede metade do segundo pré-molar inferior. Os molares têm forma de "W", e o terceiro molar é pequeno em relação aos outros molares, com metade do tamanho deles.
Possuem uma pelagem longa e castanho escuro na base, e marrom-dourado na ponta. Pelagem na barriga é marrom escuro na base e branca na ponta. Nas costas a pelagem é macia de coloração é marrom-dourado, os pelos do dorso possuem padrão bicolor, sendo a base castanho escuro e ficando mais marrom-dourada ou amarela nas pontas. As orelhas são triangulares e translúcidas assim como as membranas de suas asas, entretanto a base da orelha é um pouco amarelada e com pelos sedosos, as orelhas são conectadas por uma membrana bem desenvolvia de 4 mm e com um trago triangular. A borda das orelhas é ligeiramente convexa na parte externa e reta na parte interna. Possuem um rosto pálido, sem a presença de muitos pelos, apenas cabelos ralos ao redor da boca e algumas longas vibrissa no queixo e acima do nariz. Os membros inferiores e os antebraços são desprovidos de pelos.

## Ecologia

### Alimentação
Se alimentam principalmente de lepidópteros (mariposas) da família Noctuidae, além de outras ordens de insetos como isoptera, Neuroptera, Orthoptera, Mantodea, Diptera, e Hymenoptera. Dentre os insetos que eles se alimentam, a maioria da sua dieta consiste de insetos considerados pragas agrícolas.

## Comportamento

### Reprodução
Pelos indivíduos capturados acredita se que possua um padrão reprodutivo monástico sazonal, com um único pico de gravidez seguido por um pico de lactação, com o nascimento ocorrendo no final da estação chuvosa, que começa no final de outubro até o final de março, coincidindo com o aumento na disponibilidade de insetos.

### Ecolocalização
Os chamados de ecolocalização possuem pulsos com uma frequência média de energia de 3 a 28 kHz, com intervalo entre os pulsos de 7 a 113 milissegundos e uma duração de 2 a 8 milissegundos por pulsos.